# 梅克賀茲一號彗星
96P/梅克賀茲或96P/梅克賀茲一號彗星是業餘天文學家唐納德·梅克赫茲在加利福尼亞州中部的洛馬-普裏塔峰上，使用130（5.1英寸）雙筒望遠鏡，於1986年5月12日發現的一顆短週期掠日彗星。在1986年6月6日，96P/梅克賀茲從0.40373 AU（60,397,000 km；37,529,000 mi）的距離掠過地球。這顆彗星上次在2017年10月27日通過近日點 ，下次通過近日點的時間是2023年1月31日。估計這顆彗星的直徑大約為6.4 km（4.0 mi）。
96P/梅克賀茲在幾個方面是不尋常的彗星。除了小型SOHO彗星外，其高離心率、5.29年的軌道週期與編號/常規短週期彗星已知最小的近日點距離，使它比水星的軌道更接近太陽。 它也是已知的唯一一顆同時具有高軌道傾角和高離心率的短週期彗星。在2007年，96P/梅克賀茲被發現是碳耗盡和氰耗盡的，這種化學成分在已知成分的彗星中幾乎是獨一無二的。化學成分暗示96P/梅克賀茲一號彗星可能是起源於太陽系外的天體。

## 軌道
96P/梅克賀茲的軌道對應於白晝白羊座流星雨、馬斯登（Marsden）和克魯茲彗星群。其相對於木星蒂塞朗參數的TJ是1.94，而如果TJ大於2的彗星通常被歸為木星家族。軌道積分表明，大約2500年前，TJ大於2。96P/梅克賀茲現時與木星處於9:4軌道共振。直到2028年，它才能再次接近地球，届時它將以0.31972 AU（47,829,000 km；29,720,000 mi）的距離掠過。它最終可能會從太陽系中逸出。
96P/梅克賀茲的近日點（最接近太陽）為0.124 AU（18,600,000 km；11,500,000 mi）。梅克賀茲在近日點會以118每秒（420,000每小時）掠過太陽。它比任何編號低於321P/SOHO的已編號彗星更接近太陽。

### 2001/02過近日點

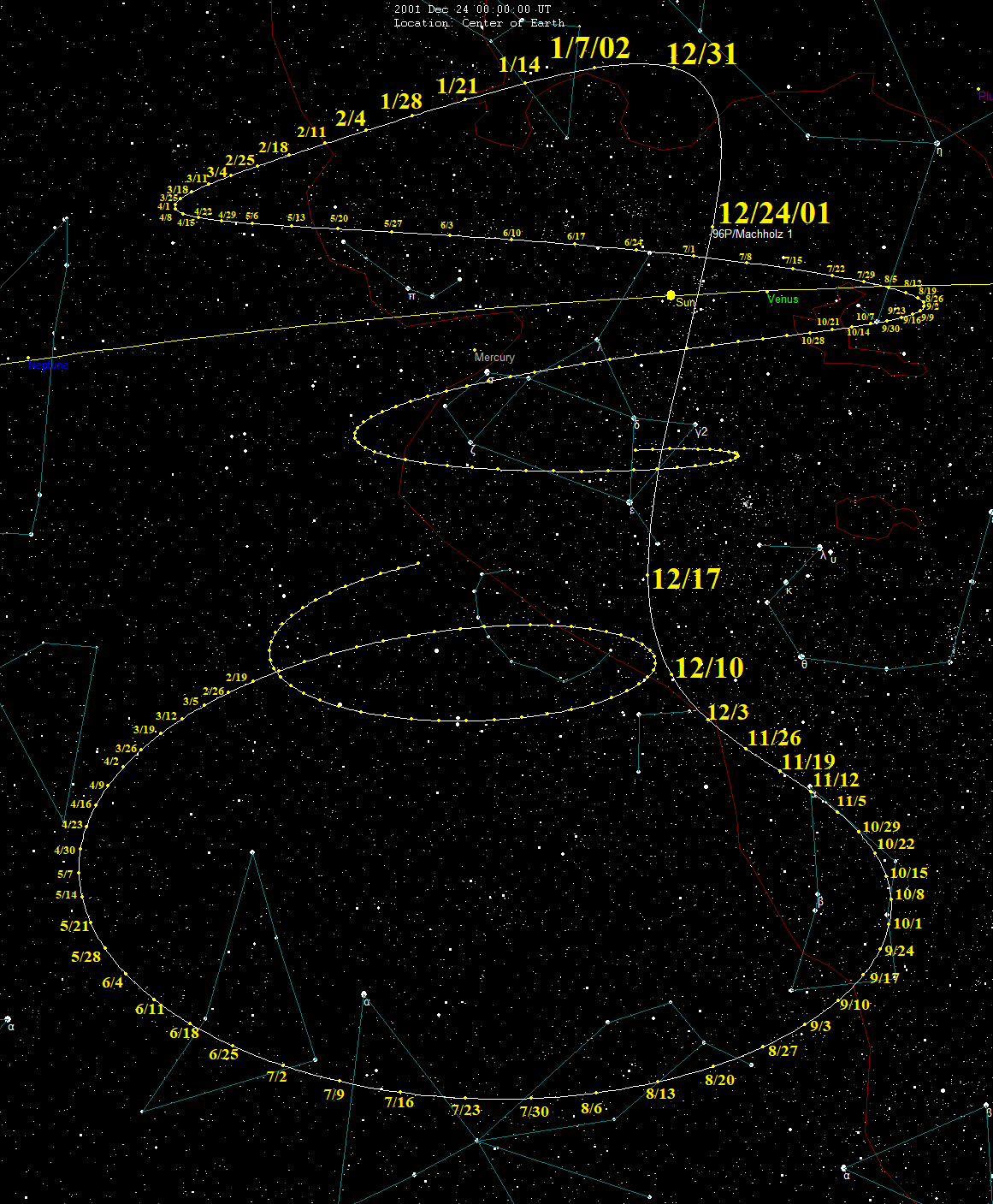
2001/2002近日點星圖

在2001/2002年經過近日點的過程中，彗星變亮至星等−2，正如SOHO所看到的那樣，令人印象非常深刻。

### 2007過近日點

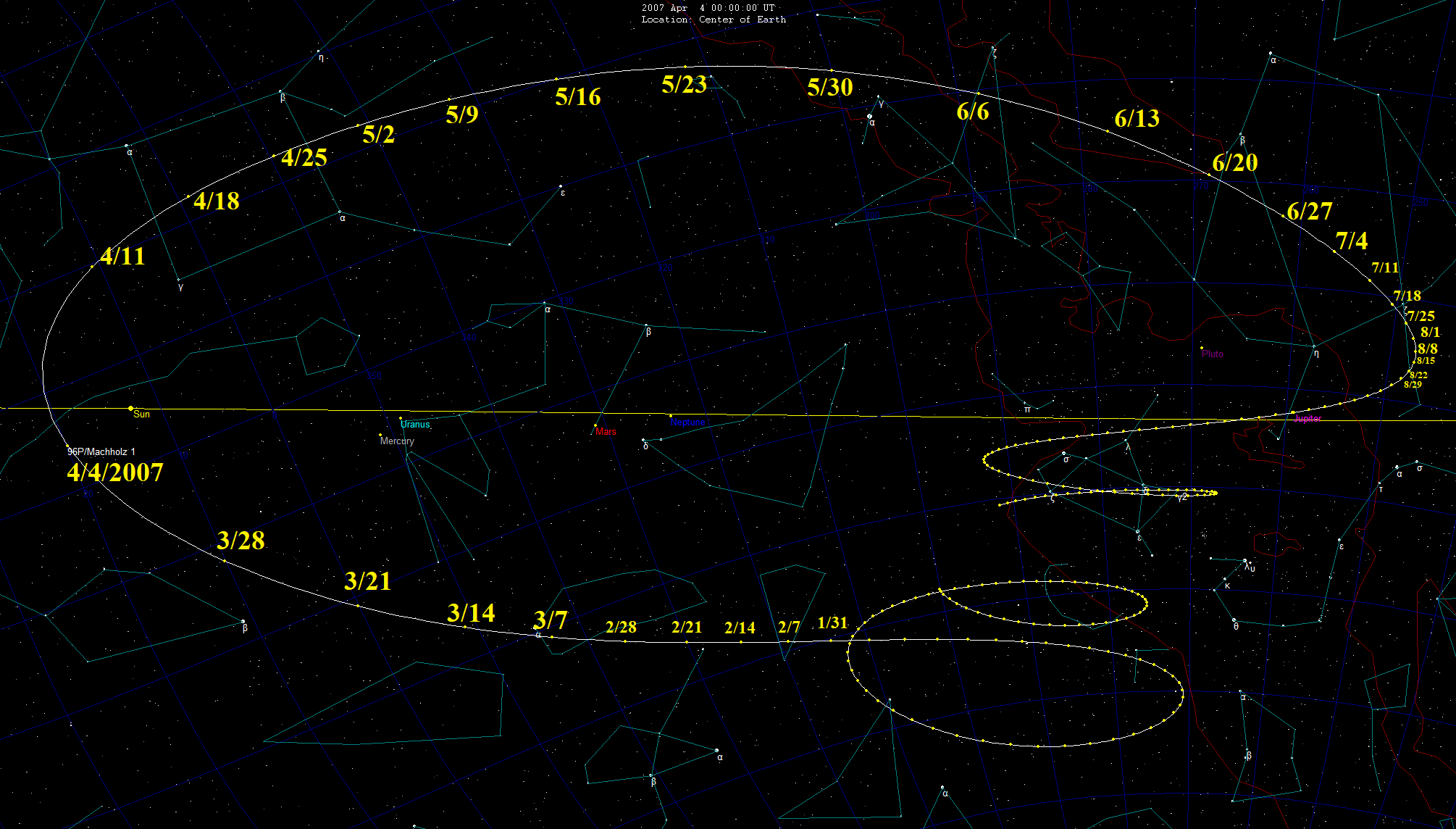
2007年近日點星圖

2007年，它在4月2日至6日出現在SOHO的LASCO C3視野中，2007年4月4日亮度達到峰值，星等大約是 +2。在這些觀測中，它的彗髮在體積上明顯小於太陽，但光的前向散射使彗星看起來明顯更亮。 
據信，彗星SOHO 2333是梅克賀茲在2007年經過近日點期間脫落的的碎片。2012年8月，印度業餘天文學家夏爾馬（Prafull Sharma）通過分析太陽和太陽圈探測器，特別是LASCO的數據發現了這一現象。這類資料分析已成為基於SOHO公開的影像常見的發現。夏爾馬成為第三位以這種管道發現彗星的印度人。

### 2012近日點

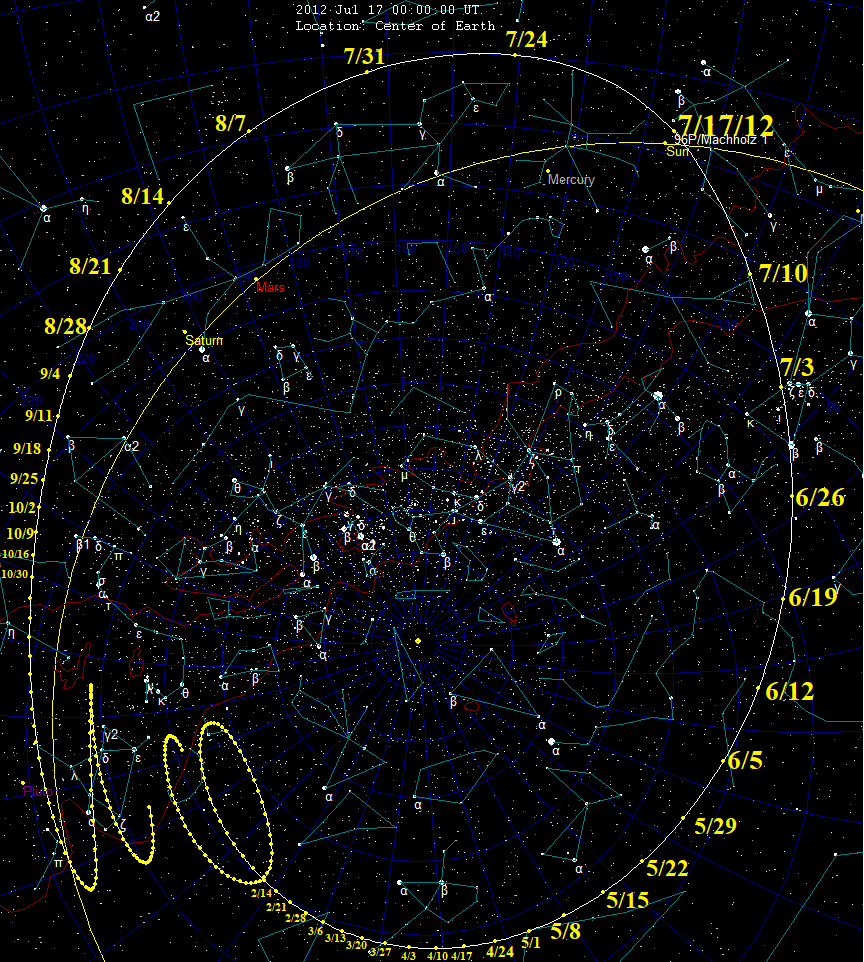
2012年近日點星圖

2012年7月12日至17日， 96P/梅克賀茲在SOHO LASCO的C3視野中可見，預計將變亮至+2等左右。但在SOHO的C2影像中檢測到96P/梅克賀茲的兩個微弱碎片。這些碎片比96P/梅克賀茲早了五個小時，很可能是在2007年的穿越近日點過程中從彗星上碎裂的。

### 2017近日點
2017年的經過近日點的日期是2017年10月27日。在最接近時，它與太陽的距離是0.12395 AU（18,543,000 km；11,522,000 mi）。SOHO上的日冕儀第五次監測近日點的飛越。當時它最接近太陽時，它的峰值亮度預計約為2.0等。

## 外部連結
- Orbit and Observations for 96P/Machholz （页面存档备份，存于） at the Minor Planet Center
- Fourth sighting of 96P/Machholz by SOHO （页面存档备份，存于） (July 13, 2012)
- "Family ties: Meet the Machholz's" （页面存档备份，存于）, Sungrazer Project (July 13, 2012)
- 96P/Machholz 1 at the JPL Small-Body Database 
  - Close approach · Discovery · Ephemeris · Orbit diagram · Orbital elements · Physical parameters

| 週期彗星            | 週期彗星         | 週期彗星                         |
| ------------------- | ---------------- | -------------------------------- |
| 前一顆彗星 95P/開朗 | 梅克賀茲一號彗星 | 後一顆彗星 梅特卡夫-布魯英頓彗星 |
| 週期彗星列表        |                  |                                  |